# Antoine-Émile Moulin
Antoine Moulin est un homme politique français, né et mort à Saint-Andiol (1857-1938), père du préfet et résistant Jean Moulin.

## Jeunesse
Antoine-Émile Moulin, surnommé Antonin, est issu d'une famille de tisserands de Saint-Andiol petit village des Bouches-du-Rhône entre Saint-Rémy-de-Provence et Cavaillon, proche des Alpilles. Il est le premier de sa famille à s'élever par l'instruction et le statut social. Son grand-père, François-Xavier avait repris le métier familial après avoir été longtemps marin sous le Premier Empire. Son père Jean-Alphonse, devenu barbier puis marchand de biens affichait des idées républicaines qui l'avaient fait emprisonner deux fois, d'abord après le coup d'État du 2 décembre 1851, puis trois mois en 1877 par le gouvernement conservateur et monarchiste d'Albert de Broglie. 
Antoine Moulin suit une scolarité brillante au lycée d'Avignon où il a une première occasion de montrer son attachement aux idéaux républicains. 
« En 1875, sous l'ordre moral, au cours de la distribution des prix au lycée d'Avignon, alors que toutes les autorités civiles, militaires et religieuses étaient présentes et qu'il allait être l'un des lauréats les plus chargés en récompenses, Antoine Moulin donna le signal des applaudissements à l'entrée du seul député républicain du département, M. Gent. Ce fut un beau scandale et le proviseur, informé tardivement du nom du fauteur de trouble, envoya à son père une lettre de blâme. »
Antonin Moulin montrera toute sa vie avec fierté cette lettre de blâme.

## Métier, famille et valeurs
Après le baccalauréat et des études de lettres à Aix-en-Provence, Il est nommé à vingt ans au collège de Bédarieux puis, un an après, il obtient sa mutation au grand collège de Béziers, partie intégrante du prestigieux Lycée Henri IV, d 'abord comme professeur de français et de latin, avant de se spécialiser en histoire-géographie. Il réside avec sa famille au troisième étage du 6, rue d'Alsace, face au champ de mars et à la caserne Du Guesclin. En 1885, il épouse Blanche Pègue, jeune provençale de 18 ans, profondément croyante. Ils auront quatre enfants : une fille (1886) morte en bas âge, Joseph (1888-1907) mort à 19 ans d'une péritonite, Laure (1892-1974) qui deviendra professeur d'anglais puis prendra après la Seconde Guerre mondiale des responsabilités dans des organisations issues de la Résistance, et Jean Moulin (1899-1943) qui après une brillante carrière préfectorale, deviendra le symbole de la Résistance par son engagement et son sacrifice. 
À ses enfants, Antoine Moulin transmet ses valeurs et son exigeante morale civique : « instruction, travail, justice, vérité, tolérance, solidarité ». Les modèles montrés en exemple sont Camille Desmoulins et Georges Danton, des révolutionnaires de conviction mais sans dogmatisme, et surtout Léon Gambetta dont le jeune Antoine Moulin a pu suivre les efforts déployés pour installer définitivement la république en France. Moulin lui-même donne l'exemple en s'engageant avec énergie et courage pour toutes les causes qui lui tiennent à cœur. En 1884, alors qu'une épidémie de choléra sévit en Provence, il est seul à avoir le courage d'épauler le médecin pour porter secours aux malades.

## Combats pour la République française
Militant au Parti radical, Moulin s'oppose au mouvement boulangiste. Il est élu au conseil municipal et devient adjoint au maire de Béziers, Alphonse Mas (1894-1902). C'est l'époque de l'affaire Dreyfus. Dès le début, Moulin lutte contre l'erreur judiciaire et pour faire libérer l'innocent. Face à l'injustice et au déchainement de racisme qui accompagne l'affaire Dreyfus est créée la Ligue des droits de l'homme. Dès sa création, Antoine Moulin adhère à la section de Béziers. Il en deviendra plus tard le président. 
Les convictions laïques et anticléricales d'Antoine Moulin le poussent à s'engager dans la Franc-maçonnerie. En 1902, il se fait recevoir dans une loge affiliée au Grand Orient de France. Lors de la séparation de l'Église et de l'État, il prend position nettement pour la séparation. En 1923 encore, il participe à la création de l'« association laïque pour la jeunesse », une sorte de patronage laïc servant à encadrer la jeunesse dans ses loisirs. Cependant, son attitude est exempte de sectarisme. Il respecte les convictions religieuses des autres, de sa femme notamment qui a toute liberté de donner une éducation religieuse à ses enfants. 
C'est au début du siècle que Moulin découvre le triste sort réservé aux républicains biterrois de la Deuxième République, victimes de la répression bonapartiste en 1851-1852 pour avoir tenté de résister au coup d'État du 2 décembre 1851. Il prend fait et cause pour la mémoire de l'ancien maire Casimir Péret, mort en déportation en Guyane. De toute son énergie, il anime un comité créé pour ériger un monument à la mémoire de Péret. Le monument, réalisé par le grand sculpteur biterrois Injalbert et financé par souscription est inauguré en 1907.
Enfin, c'est aussi dans les premières années du XXe siècle qu'Antoine Moulin participe à la création et au développement de la société d'éducation populaire où des professeurs, instituteurs, ingénieurs et médecins donnent bénévolement des cours du soir, destinés principalement aux jeunes travailleurs. S'il lutte à titre personnel contre les injustices, Antoine Moulin ne se sent pas proche du mouvement ouvrier qu'il accuse de diviser le camp républicain. 
En 1913, la carrière politique d'Antoine Moulin rebondit. Il est élu conseiller général de l'Hérault sur la liste du Congrès républicain. Il accède rapidement à la vice-présidence de l'assemblée départementale. C'est grâce à cette fonction que, en très bons termes avec le préfet, il parvient à persuader ce dernier de faire entrer son fils Jean dans l'administration préfectorale. On sait la brillante carrière que ce dernier y fera.

## Dernières années et activité littéraire
En 1932, Antoine Moulin abandonne son mandat de conseiller général. Il se consacre à ce qui aura été le délassement de sa vie : la littérature. Dans sa jeunesse, Moulin a fréquenté en Provence, Frédéric Mistral et Alphonse Daudet. Il aime composer de la poésie en français et en occitan. Il a aussi écrit quelques pièces de théâtre, un livre d'histoire sur Casimir Péret et un livre de petite histoire Le Grand amour de Fouché, Ernestine de Castellane, publié en 1936 qui obtiendra un accueil critique élogieux et le prix Jean-Jacques-Berger de l'Institut de France en 1937 sur proposition de l'Académie française. Antoine Moulin meurt à Saint-Andiol en avril 1938. Une place de Béziers porte aujourd'hui son nom.

## Distinctions
- Chevalier de la Légion d'honneur, décret du 20 février 1922[4]